# Kaki Ponds
Kaki Ponds är en sjö i Antarktis. Den ligger i Östantarktis. Nya Zeeland gör anspråk på området. Kaki Ponds ligger 855 meter över havet.